# Otto Weininger
Otto Weininger (n. 3 aprilie 1880, Viena, Austro-Ungaria – d. 4 octombrie 1903, Viena, Austro-Ungaria) a fost un filozof austriac. În iunie 1903 a publicat lucrarea Geschlecht und Charakter (Sex și caracter), care s-a bucurat imediat de un imens succes. În pofida opiniei unor cercuri academice care consideră lucrarea ca fiind misogină și antisemită, mulți intelectuali au fost profund marcați de-a lungul secolului al XX-lea de intuițiile și analizele lui Weininger.

## Viața
Otto Weininger s-a născut la 3 aprilie 1880 la Vienna, fiind fiul lui Adelheid și Leopold Weininger, aurar evreu de origine maghiară. După completarea studiilor primare, Weininger termină școala secundară în iulie 1898 și se înscrie la Universitatea din Viena în octombrie același an. Urmează studii de filozofie și psihologie, dar asistă și la clasele de științe naturale și medicină. Învață greaca veche, latina, franceza și engleza de timpuriu, ulterior și spaniola și italiana și parțial limbile nordice, suedeza, daneza, norvegiana. 
În toamna lui 1901, Weininger încearcă să găsească un editor pentru lucrarea sa, Eros și Psyche — pe care le prezentase profesorilor săi, Jodl și Müllner sub formă de teză de doctorat în 1902. Îl întâlnește pe Sigmund Freud, care refuză să-i dea o recomandare pentru un editor. Profesorii săi acceptă până la urmă teza, iar Weininger obține titlul de Doctor. La puțin timp după aceea, la 21 iunie 1902, se convertește cu entuziasm la protestantism. 
În 1902, Weininger asistă la Bayreuth la reprezentarea operei lui Richard Wagner, Parsifal, care-i lasă o impresie profundă. Călătorind prin Dresda și Copenhaga, ajunge în Christiania (Oslo) unde vede pentru prima oară pe scenă drama lui Henrik Ibsen, Peer Gynt. Odată întors la Viena, Weininger suferă accese de depresie. Decizia de a-și pune capăt zilelor ia formă treptat în mintea sa; după o lungă conversație cu amicul său, Artur Gerber, ajunge totuși la concluzia că "nu e încă timpul".
În iunie 1903, după luni de muncă asiduă, cartea sa, Sex și Caracter — o cercetare fundamentală — o încercare "de a situa relațiile sexuale într-o lumină nouă și decisivă" — este publicată la editura vieneză Braumüller & Co. Cartea este o reelaborare a tezei sale de doctorat, la care sunt adăugate alte trei capitole esențiale: (XII) Natura femeii în relația sa cu universul, (XIII) Iudaismul, (XIV) Femeile și Omenirea.
Chiar dacă lucrarea nu a avut o primire ostilă, ea nu s-a bucurat de succesul scontat de autor. Weininger va fi atacat de Paul Julius Möbius, profesor la Leipzig și autor al lucrării Despre deficiența fiziologică a femeilor, acuzându-l pe Weininger de plagiat. Adânc dezamăgit și chinuit de îndoieli, pleacă în Italia.

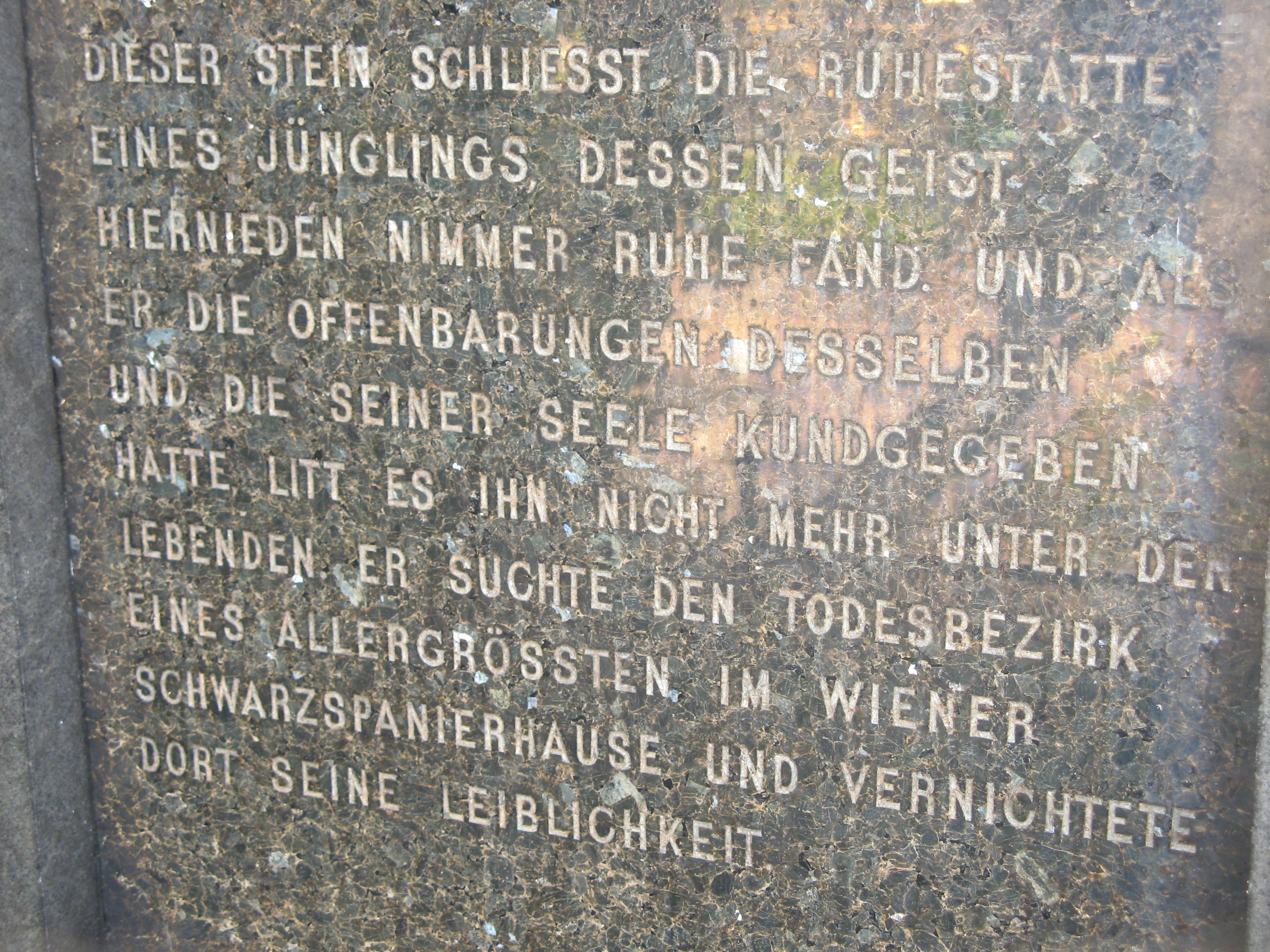

După întoarcerea la Viena, își petrece ultimele 5 zile din viață cu părinții. Pe data de 3 octombrie 1903, închiriază o cameră în casa din Schwarzspanierstraße 15 în care Ludwig van Beethoven murise. Îi spune proprietarei să nu fie deranjat până a doua zi dimineața, întrucât are de lucru și se va culca târziu. În acea noapte scrie două scrisori, una din ele adresată tatălui său, cealaltă fratelui său Richard, spunându-le că are de gând să se împuște. 
Pe 4 octombrie, Weininger este găsit grav rănit, după ce s-a împușcat în inimă. Încetează din viață la Wiener Allgemeines Krankenhaus la ora 10.30 în aceeași dimineață. August Strindberg îi scrie prietenului intim al lui Weininger, Artur Gerber, la 8 decembrie 1903: "Ce om straniu și misterios, acest Weininger! Născut cu sentimentul vinovăției, ca și mine! […] Faptul că pleacă mi-arată că avea absolut dreptul de a o face".
Otto Weininger este înmormântat la cimitirul protestant Matzleinsdorf din Vienna. Epitaful compus de tatăl său sună astfel:
„Sub această lespede odihnește un tânăr al cărui spirit nu a găsit niciodată liniște pe pământ. Iar în momentul în care a făcut publice revelațiile spiritului și sufletului său, nu a mai putut suportat să rămână printre cei vii. A căutat locul morții unuia din cei mai valoroși oameni ai Vienei, casa din Schwarzspanier, unde și-a nimicit existența trupească.”

## Sex și caracter
În volumul Sex și caracter, Weininger susține și încearcă să dovedească științific faptul că toate ființele umane sunt compuse dintr-o asociere între două substanțe, masculină și feminină. Aspectul masculin ar fi cel activ, productiv, conștient și moral/logic; corespondentul său feminin ar fi pasiv, neproductiv, inconștient și amoral/alogic. În acest sens, dualitatea masculin/feminin ar fi o varietate a dualismului metafizic tradițional trup/spirit. 
Această dualitate masculin/feminin, pe care Weininger o recunoaște în fiecare individ, este asociată unei tematici morale puternic influențată de Immanuel Kant: fiecare individ are datoria de a ajunge la o depășire a componentei sale feminine sau trupești în favoarea componentei masculine sau spirituale, ceea ce suna ca un ecou al imperativului categoric kantian care prescrie subiectului depășirea caracterului sensibil în favoarea caracterului inteligibil al existenței. Weininger susține că această emancipare ar trebui rezervată « femeilor masculine », de exemplu anumitor lesbiene. Dar viața femeii este împlinită prin funcția sexuală, atât prin însuși actul sexual, cum este cazul prostituatei, cât și prin produsul acestuia, cum este cazul mamei. Femeia ar fi astfel un "unificator". La polul opus, datoria bărbatului, a elementului masculin a personalității sale, ar fi de a tinde către genialitate în vederea depășirii sexualității în favoarea iubirii abstracte de Dumnezeu, a absolutului pe care-l găsește în el însuși. 
O parte importantă din această lucrare tratează despre geniu, inspirată în acest sens de experiența personală a autorului. Este reluarea unei teme romantice, dar abordată aici prin prisma filosofiei kantiene. Weininger afirmă că geniile nu sunt limitate la un domeniu cum ar fi muzica sau știința, pentru că nu există decât geniu universal, pentru care totul există și capătă sens. Autorul presupune că un astfel de geniu există probabil în fiecare individ, într-o anumită măsură. 
Într-un alt capitol, Weininger, el însuși evreu convertit la creștinism în 1902, analizează arhetipul Evreului, definindu-l ca: feminin, cu totul lipsit de religiozitate, fără o veritabilă individualitate (suflet) și neavând conștiința Binelui și Răului. Creștinismul, în schimb, este considerat drept "cea mai înaltă expresie a celei mai elevate credințe", în timp ce iudaismul este numit « extrema lașității». Weininger atacă decadența timpurilor moderne, pe care o atribuie în mare măsură influențelor feminine și implicit evreiești. În opinia sa, toată lumea ascunde o parte de feminitate, pe care el o numește "iudaitate".

## Influențe
- Cioran. Într-o scrisoare adresată lui Jacques Le Rider, publicată în 1986, Emil Cioran spunea că-l fascina la Weininger "exagerarea amețitoare, infinitatea în negație, refuzul bunului simț, intransigența ucigătoare, căutarea unei poziții absolute, mania de a conduce un raționament până la punctul în care acesta se autodistruge și prin care năruiește edificiul din care face parte".
- Karl Kraus, Ludwig Wittgenstein,  Robert Musil și Julius Evola au fost de asemenea puternic influențați de Weininger.

## Opere
- Sex și caracter, traducere Monica Niculcea, Șerban Căpățână, Monica Dumitrescu, Editura Anastasia, 2002, 594 p.
- Geschlecht und Charakter: Eine prinzipielle Untersuchung, Viena, Leipzig, 1903 Text original în germană, traducere în engleză(traducere în franceză de Daniel Renaud, Ed. L'Age d'Homme, Lausanne, 1975)
- Taschenbuch und Briefe an einen Freund, 1921, traducere franceză de Pierre Deshusses, Payot, Paris, 2005
- Weininger, Otto, Collected Aphorisms, Notebook and Letters to a Friend. Martin Dudaniec (trans.) Free Download(PDF) 2002. ISBN 0-9581336-2-X English translation